# Ceratobia irakella
Ceratobia irakella is een vlinder uit de familie echte motten (Tineidae). De wetenschappelijke naam van deze soort is voor het eerst geldig gepubliceerd in 1959 door Petersen.
De soort komt voor in tropisch Afrika.